# Institutiones Iustiniani
Die Institutiones Iustiniani (häufig: Institutionen, kurz: Inst. oder I.; altgriechisch Εἰσηγήσεις) sind ein Gesetzeswerk des oströmischen Kaisers Justinian. Neben der Funktion als Regelkatalog, dienten sie dem spätantiken Rechtsunterricht als Anfängerlehrbuch.
Das Rechtswerk folgte dem klassischen Vorbild der gaianischen Institutionen. Im Rahmen des viergliedrigen Corpus iuris wurde den Institutionen neben dem Codex Iustinianus (Kaiserkonstitutionen), den Digesten (Fortgeschrittenenlehrbuch) und ab 535 den Novellae (Sammlung aktueller Einzelgesetze Justinians), Gesetzeskraft zuteil.

## Geschichte

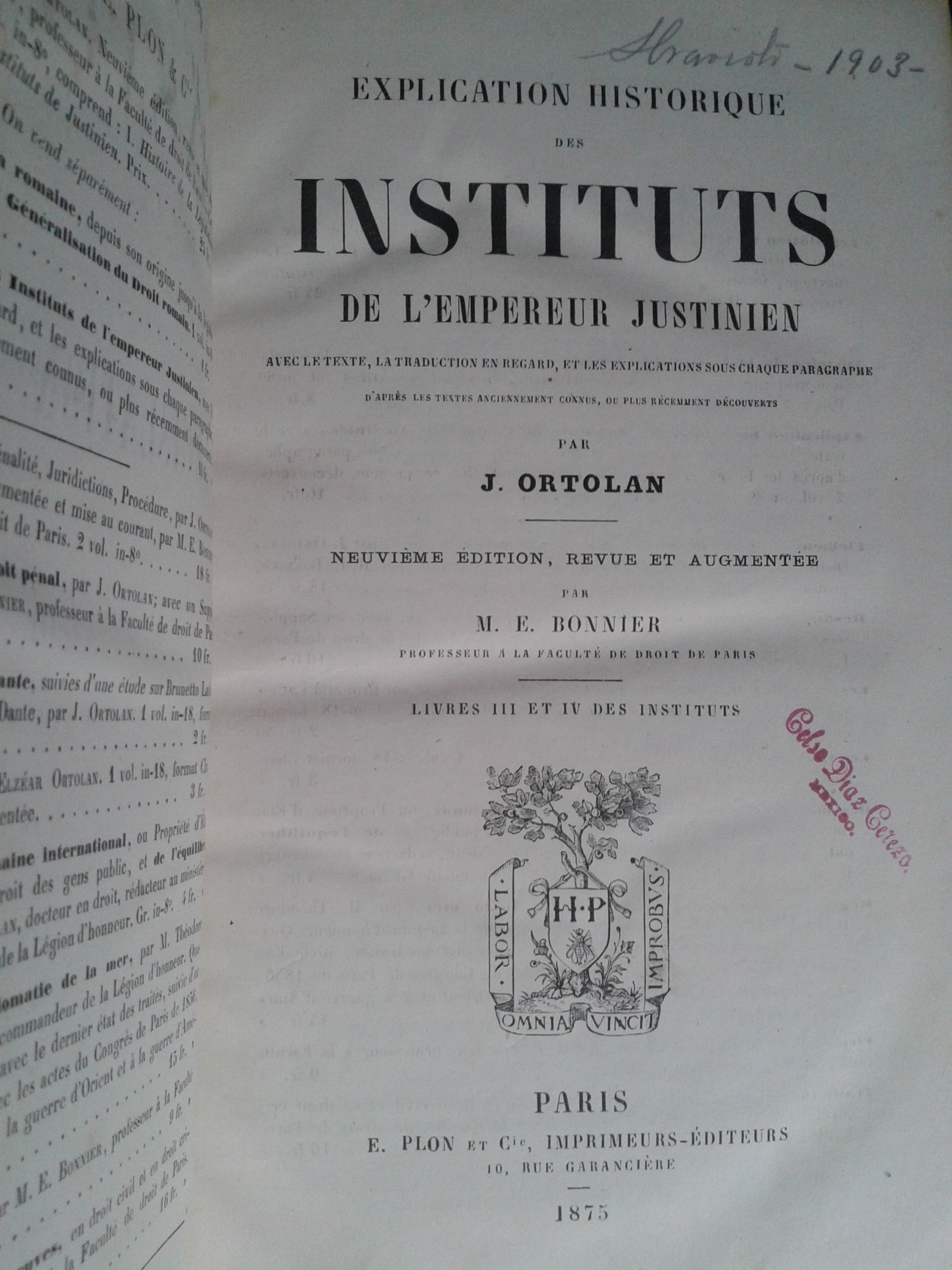
Die Institutionen in einer historischen Ausgabe des französischen Juristen und Schriftstellers Joseph-Louis-Elzéar Ortolan

Die Institutionen sind eine Schriftensammlung zur Einführung in die Digesten. Sie gelten als maßgebliches didaktisches Lehrbuch des römischen Rechts. Den rechtlichen Grundstoff lieferten die Institutionen des Gaius, welche selbst als Lehrbuch für Anfänger konzipiert waren. Dazu wurden knappe präzise Formulierungen in einfacher Darlegung gewählt. Adressaten waren jene, die sich seit kurzem dem Studium der Gesetze widmen und eine fortgeschrittene Lehre nicht verstehen können [...](constitutio Tanta/Δέδωκεν,§ 11).
Justinian übernahm die Bezeichnung „Institutionen“ nicht nur als Schema eines Ordnungs- und Regelsystems, sondern auch weitgehend (nämlich zu etwa 2/3) den Inhalt der gaianischen Stoffvorlage. Daneben nahm er Auszüge aus den Lehrwerken anderer Juristenschriften in seinem Werk auf, darunter Arbeiten der wirkmächtigen Vertreter ihrer Zunft, Ulpian und Papinian.
Die Rechtsmaterien waren weit gefasst, vornehmlich aber waren sie privatrechtlicher Natur. Aufmerksamkeit erhielt in dem Werk auch die Rechtsquellenlehre. Aus der Tradition des römischen Rechts geboren – für das heutige Verständnis des Aufbaus einer Rechtsordnung hingegen ungewöhnlich anmutend – wirkt in der Sache die Integration des privatprozessualen Verfahrens- und Strafrechts. Allerdings überlagerten die heute als öffentliches Recht ausgewiesenen Rechtsgebiete noch keine staatlichen Hoheitsansprüche. Der Normcharakter folgt keiner ausgesprochenen Gebotsstruktur. Idealtypisch für die Methodik der klassischen Darstellung war die Bildung von „Inbegriffen“, ein bei Justinian aufgegriffenes Leitbild. Beschrieben wurden die Strukturen und Rechtsbeziehungen, die zwischen Personen untereinander und zwischen Personen und Sachen sowie zwischen Sachen und Sachen bestanden. Ausgegangen wurde von einem aus der Antike herrührenden „freiheitlichen Menschenbild“, dessen Grundbegriffe im Spannungsfeld zwischen „Person“, „Besitz“ und „Vertrag“ zu definieren waren.
Beide Anfängerlehrbücher, sowohl die gaianischen als auch die iustinianischen Institutionen, hatten funktional einen Doppelcharakter. Sie dienten der juristischen Ausbildung und sie hatten Gesetzeskraft. Das führte beim spätantiken Werk dazu, dass die prägnanten Aufarbeitungen der Urtexte gelegentlich von verschachtelt formulierten Reformgesetzen Justinians unterbrochen wurden, die sich etwas manieriert dagegen abschieden und schulmeisterlich wirkten. Andererseits werde hier bereits deutlich, was für die späteren Naturrechtskodifikationen des 19. Jahrhunderts (prALR, CC) ebenfalls gelte, dass erstmals ein Schulterschluss zwischen Gesetzgebung und Rechtswissenschaft vollzogen würde, ein Bündnis zwischen Gesetz und Dogmatik geschmiedet sei.
Für die Redaktion der Gesetzesarbeit zeichneten zwei römisch-griechische Rechtslehrer (antecessores) verantwortlich, Dorotheos und Theophilos. Die Verfasser hatten an den Rechtsschulen von Beirut und Konstantinopel gelehrt. Das Werk entstand – federführend von Tribonianus vorangetrieben – nach Erscheinen der ersten Fassung des Codex Iustinianus (529) und wurde zeitgleich mit den Digesten 533 promulgiert. Didaktisch deckten die Institutionen das 1. Studienjahr ab, die Digesten führten den Stoff dann für die Studienjahre 2 bis 4 fort. 533 wurde im Annex zum Text eine neue Studienordnung eingeführt. Von Theophilos stammt die bedeutendste Institutioneparaphrase, ein einheitliches Werk in Griechisch, das nach der Methode des Vorlesungsaufbaus des Antezessors gestaltet ist. Andere Antezessoren sind allenfalls fragmentarisch in Form von Scholien zur Theophilosparaphrase erhalten.
Die Institutionen bestehen aus einem Proömium und folgend vier Büchern. Unterteilt sind die Bücher in Sachtitel und Paragraphen. Auffällig anders als in den Digesten, sind die Sachtitel textlich durchlaufend gestaltet. Sie sind nicht durch Quellenangaben unterbrochen, diese wurden vielmehr an anderer Stelle gesetzt. Das Werk wird in Abgrenzung zum Fortgeschrittenenlehrbuch nicht „vier“-zahlig, sondern „drei“-zahlig zitiert, nach „Buch“, „Titel“ und „Paragraph“, etwa: Institutiones 4,3,16.
Die Kodifikation fällt in die Zeit der maximalen Ausdehnung und Blüte Ostroms und sollte ein gesamtheitliches Versprechen einlösen, das dem knapp einhundert Jahre zuvor verfassten Codex Theodosianus nur zum Teil vergönnt war. Anspruch an die und Aufgabe der Institutionen war es, die Prinzipien der Rechtsordnung den Studenten zu vermitteln, was durchaus klassischer Rechtstradition entsprach. Gleichzeitig sollten sie eine Orientierungshilfe für die kompilierten und deshalb nicht einfacher gestalteten Stoffgebiete der Digesten geben, worin es hieß, eine umfangreiche Zusammenstellung von Fragmenten aus Gutachten (responsa oder auch namengebend: digesta), Kommentaren und Lehrwerken bedeutender römischer Juristen aus der Zeit des 1. Jahrhunderts vor Chr. bis Mitte des 3. Jahrhunderts, vornehmlich der Spätklassiker Ulpian und Paulus zu vereinen.
Am 21. November 533 wurden die elementa (constitutio Imperatoriam maiestatem), ein zeitgemäßes, rundum modernes Lehrwerk ratifiziert. Es war um die Gesetze bereinigt worden, die in der Spätantike überholt waren. Dafür enthielt es eine Vielzahl von Quellenverweisen. Das Lehrbuch bedurfte zu seiner Anerkennung hinreichender Autorisierung, weshalb Justinian ein Kommentierungsverbot aussprach. Enthalten waren die Reformgesetze des Kaisers (Novellae). Im möglicherweise zeitgleich – wahrscheinlich aber erst um 556 entstandenen – Authenticum erfolgten Übersetzungen der Institutionen vom Lateinischen ins Griechische zunächst wörtlich („kata poda“ – „auf dem Fuß folgend“) was bei juristischen Texten meist konsequent ad verbum geschah; später diktierten sie ihre anmerkenden Erläuterungen dazu (paragraphaí). Gemäß dem Grundsatz „princeps legibus solutus est“, unterstand der Kaiser selbst dem Gesetz nicht.

## Vorläufer des justinianischen Gesetzgebungswerks
Spätantike Vorläufer der justinianischen Kodifikation waren die Privatsammlungen des Codex Gregorianus, der die Konstitutionen von Hadrian bis Diokletian umfasste und der Codex Hermogenianus, der sich einschränkte und die Erlasse Diokletians einbezog. Auch hier wurde neben das Juristenrecht (ius) die Kaisergesetzgebung (constitutiones) gestellt. In diesem Zusammenhang hatten zudem die Fragmenta Vaticana und die lex Dei Bedeutung.
Als überragend kann der Einfluss des bereits genannten Codex Theodosianus gelten, denn er prägte nicht nur das Recht ab der Mitte des 5. Jahrhunderts, da er zur offizialisierten Zusammenstellung der Kaisergesetzgebung seit Konstantin avancierte, erstmal verfolgte er den (letztlich gescheiterten) Versuch der Erstellung einer umfassenden Sammlung von Juristen- und Kaiserrecht.

## Erläuterungshandschriften
Für den Rechtsunterricht erläutert wurden die Institutionen wohl durch die so genannte Turiner Institutionenglosse, die aller Ansicht nach zwischen 543 und 546 n. Chr. entstanden war.
Textstellen aus den Institutionen tauchten auch in den gegen 900 n. Chr. in Griechisch abgefassten Basiliken auf, entnommen einer griechischen Paraphrase, die auch außerhalb der Überlieferung der Basiliken nahezu vollständig erhalten geblieben ist. Manche Basilikenhandschriften enthalten umfangreiche Randbemerkungen, die Scholien. Für die Forschung sind sie wertvolle Zeugnisse, denn sie lassen an zahlreichen Stellen  Vergleiche zwischen vorjustinianisch-klassischem Recht und den justinianischen Kodifikationen zu. Ohne deren Existenz wäre noch deutlich weniger über die Rechtsentwicklung bis zum Ende des 2. Jahrhunderts bekannt.

## Entwicklung und Rezeption
Ab dem Hochmittelalter und bis tief in das 19. Jahrhundert hinein standen die Institutionen an den europäischen Universitäten sowohl am Anfang als auch am Ende eines Rechtsstudiums. Dafür waren vornehmlich die italienischen Rechtslehrer des 12. und 13. Jahrhunderts, die Glossatoren, verantwortlich. Im Jahr 1240 veröffentlichte Accursius eine Textausgabe des Corpus iuris, die Glossa ordinaria.
Die systematische Methode der Glossatoren bestand darin, in den Grundtext eigene Randanmerkungen zu setzen beziehungsweise Verweise zu machen und dazu Erläuterungen zu geben. Im 14. Jahrhundert wurde dieser Stil aufgegeben. Stattdessen wurden systematische Großkommentare erstellt, deren Verfasser waren die so genannten Kommentatoren. Auch sie hatten das Gesamtwerk im Auge und stimmten die Bedürfnisse der Praxis des römischen Rechts mit dessen Lehren ab. Insbesondere die in Oberitalien wirkenden Rechtslehrer Bartolus und Baldus machten sich einen großen Namen, sodass unter Andauer eines blühenden Wirtschaftsalltags vom mos italicus gesprochen wurde.
Im 16. Jahrhundert traten die Experten der „humanistischen (eleganten) Jurisprudenz“ in Erscheinung, so etwa Jacques Cujas, Hugo Donellus und Dionysius Gothofredus. Sie alle prägten den mos gallicus, einen französischen Rezeptionsstil. Der usus modernus pandectarum bescherte – nachdem mit Ulrich Zasius ein erster Vorläufer des deutsch geprägten gemeinen Rechts gegen 1495 n. Chr. schon mal aufblitzen konnte – der justinianischen Gesetzgebung im 17. und 18. Jahrhundert endlich auch in Deutschland eine Blütezeit. Erste zarte Anzeichen für das Entwicklungspotential von überpositivem Recht konnten genauso wahrgenommen werden wie die sich dagegen stellende Dogmatik der der Pandektenwissenschaft verpflichteten Historischen Rechtsschule. So stand der Codex Maximilianeus Bavaricus Civilis von 1756 noch in der Tradition des usus modernus, wenngleich er vernunftsrechtlich überlagert war. Weit weniger auf dem römischen Recht und viel mehr auf Vernunftsrecht basierte – abgesehen von der oben beschriebenen Verschmelzung von Elementen der Gesetzgebung und der Rechtswissenschaft – das 1794 kodifizierte Preußische Allgemeine Landrecht (prALR), Wegbereiter des Liberalismus und der Aufklärung.
Das in den Institutionen konzentrierte Privatrechtsdenken erlangte große Bedeutung für die modernen europäischen Privatrechtskodifikationen. Ob im deutschen BGB, im schweizerischen ZGB, im österreichischen ABGB, im französischen Code civil, im spanischen Código Civil, im italienischen Codice civile oder im niederländischen Burgerlijk Wetboek: es finden sich zahllose Abhängigkeiten und Entsprechungen zu den Begrifflichkeiten und Regelungen des römischen Ausgangswerks. Konrad Zweigert weist zudem darauf hin, dass die sprachliche Verschiedenheit der Rechtsordnungen nicht zu der Erkenntnis führen könne, dass daraus auch eine unterschiedliche Rechtsfamilien herzuleiten wären. Sie folgen – nach eindrücklichem Nachweis durch Berthold Kupisch – einem mehr oder weniger modifizierten Institutionensystem (vgl. aber auch Pandektenwissenschaft).

## Text und Übersetzung
- Okko Behrends, Rolf Knütel, Berthold Kupisch, Hans Hermann Seiler: Corpus Iuris Civilis. Die Institutionen (= UTB. 1764). Text und Übersetzung. 3., überarbeitete Auflage. C. F. Müller, Heidelberg u. a. 2007, ISBN 978-3-8252-1764-8.